# Réserve Temporaire de Faune d'Ansongo-Ménaka
Réserve Temporaire de Faune d'Ansongo-Ménaka är ett viltreservat i Mali.   Det ligger i regionen Gao, i den östra delen av landet, 1 100 km öster om huvudstaden Bamako.